# 文章経国
文章経国（もんじょうけいこく）とは、詩文が作られて文学が栄えることが国家経営の大業につながり、ひいては国家・社会の平和と安定につながるとする政治思想。

## 概要
魏の初代皇帝となった文帝（曹丕）が著した『典論』の中の1節である「文章経国之大業、不朽之盛事」（文学は国を治めるのに匹敵する大事業であり、永遠に朽ちることは無い）に由来し、後に梁の時代に編纂された『文選』に『典論』が採録され（巻52）、『文選』の伝来とともに日本でも知られるようになった。
桓武天皇以後、律令制の再建を目指す中で律令法の母国である中国の文物・制度を再度積極的に取り入れる動きが発生し、嵯峨天皇の弘仁年間に最盛期を迎えた。嵯峨天皇の時代には大学寮においては、漢文学や中国正史を扱う紀伝道の地位向上が図られ、『凌雲集』・『文華秀麗集』・『経国集』の勅撰漢詩集が編纂された。